# John Callahan (fumettista)
John Callahan (Portland, 5 febbraio 1951 – Portland, 24 luglio 2010) è stato un fumettista statunitense.

## Biografia
All'età di 8 anni fu molestato da una maestra. A dodici anni iniziò a bere per dimenticare l'abuso ma questo gli costerà caro: all'età di 21 anni diventò tetraplegico a causa di un incidente in auto. Riuscì ad uscire dall'alcolismo ed iniziò a disegnare vignette molto pungenti che denunciano la società.